# La ola (programa de televisión)
La Ola fue un programa de televisión emitido por La Red. Fue conducido por Marcela Vacarezza desde su inicio en 1997 hasta fines de ese mismo. El programa, ideado solo por época estival, logró una importante acogida de la audiencia y tras finalizar su temporada a fines de febrero, regresó con un renovado set en abril del mismo año. 
Posteriormente, en el verano de 1998, estuvo a cargo de la periodista Gloria Aros y de la animadora María Fernanda "Titi" García-Huidobro, quienes no lograron repetir el éxito logrado por su conductora anterior. Además, se alteró el formato original del programa.
Durante las temporadas de verano, el programa se transmitía en directo desde un barco en La Serena, mientras que en el resto del año se hacía desde el estudio en Santiago. En febrero de 1998 el programa llegó a su fin, pero nunca se supo las razones de su salida del aire.